# 二十邊形
二十邊形是幾何學中多邊形的一種，它的內角和是3240度。對於一個正二十邊形，它的每一隻內角162度，是而外角和是360度，每一隻外角是18度。
而以一個golygon路徑,即是一個有直角的多邊形，卐被考慮為一個非正二十邊形
一個正二十邊形是其中一個只使用圓規和直尺便可以畫出的圖形，或者將正十邊形進行二分，亦可以將一個正十邊形的角切斷來形成一個二十邊形。

## 公式
正二十邊形的面積公式：
{\displaystyle A={5}t^{2}(1+{\sqrt {5}}+{\sqrt {5+2{\sqrt {5}}}})\approx 31.56875757t^{2}.}
其中t 是 邊長。

## 用途
在1989年的一次發掘中發現，莎士比亞環球劇場，宮內大臣劇團的室外劇場，它的外型是一個二十邊形。

### 皮特里多邊形
當一個正二十邊形位於一個四維以上的可剖分空间之下，它是皮特里多邊形的一種。以下是正交投影的骨幹圖：
| 9-orthoplex (10D) | 9-立方體 (10D)    |
| 19-單純形 (19D)   | 11-半立方體 (11D) |